# Nymyrtjärnen (Norsjö socken, Västerbotten)
Nymyrtjärnen är en sjö i Norsjö kommun i Västerbotten och ingår i Skellefteälvens huvudavrinningsområde.